# Денисов, Валентин Васильевич
Валенти́н Васи́льевич Дени́сов (4 октября 1938, Тушино — 31 января 2005) — советский футболист, нападающий, полузащитник.
Первые в жизни матчи сыграл в 1954 году в городе Жуковском, первый тренер — Лев Гвоздев. Игрок команды «Торпедо» в 1957—1962, 1966 гг. Провёл за клуб 98 матчей и забил 22 гола. Мастер спорта (1960). Человек, которого в пору его выступлений за «Торпедо» назвали «русским Пеле».
Борис Алексеевич Батанов: «Случайных людей в „Торпедо“ 60-х не было. Денисов был очень талантлив, очень техничен, хитёр на поле. А Пеле его звали за особую пластичную манеру игры».
В 1972 году являлся тренером в команде ФК «Сахалин» Южно-Сахалинск. С сентября 1995 года по октябрь 1996 года — тренер в футбольной школе «Торпедо».

## Достижения
- Чемпион СССР 1960
- Серебряный призёр чемпионата СССР 1961
- Обладатель Кубка СССР 1960